# Westpoint Car Company

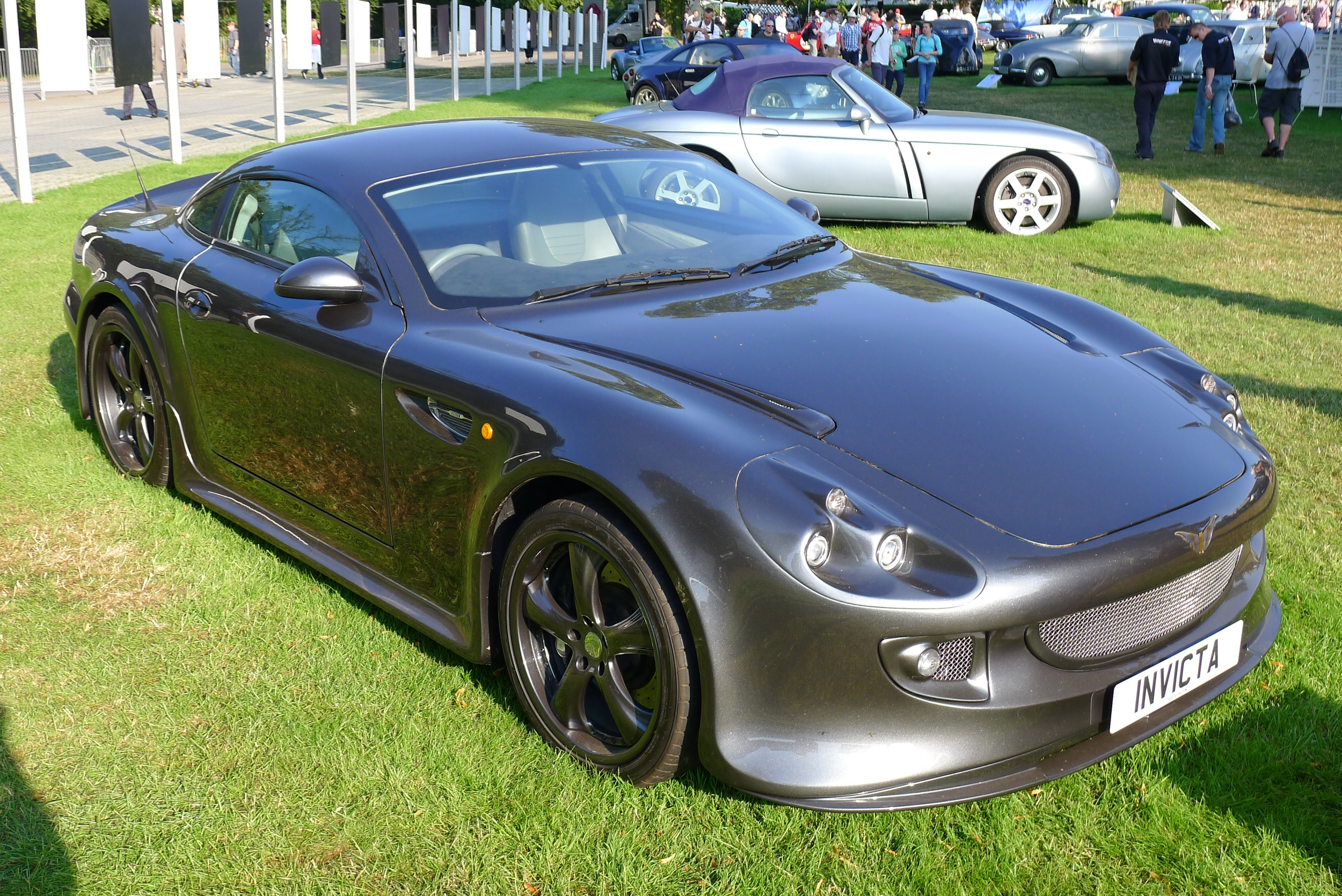
Invicta S 1

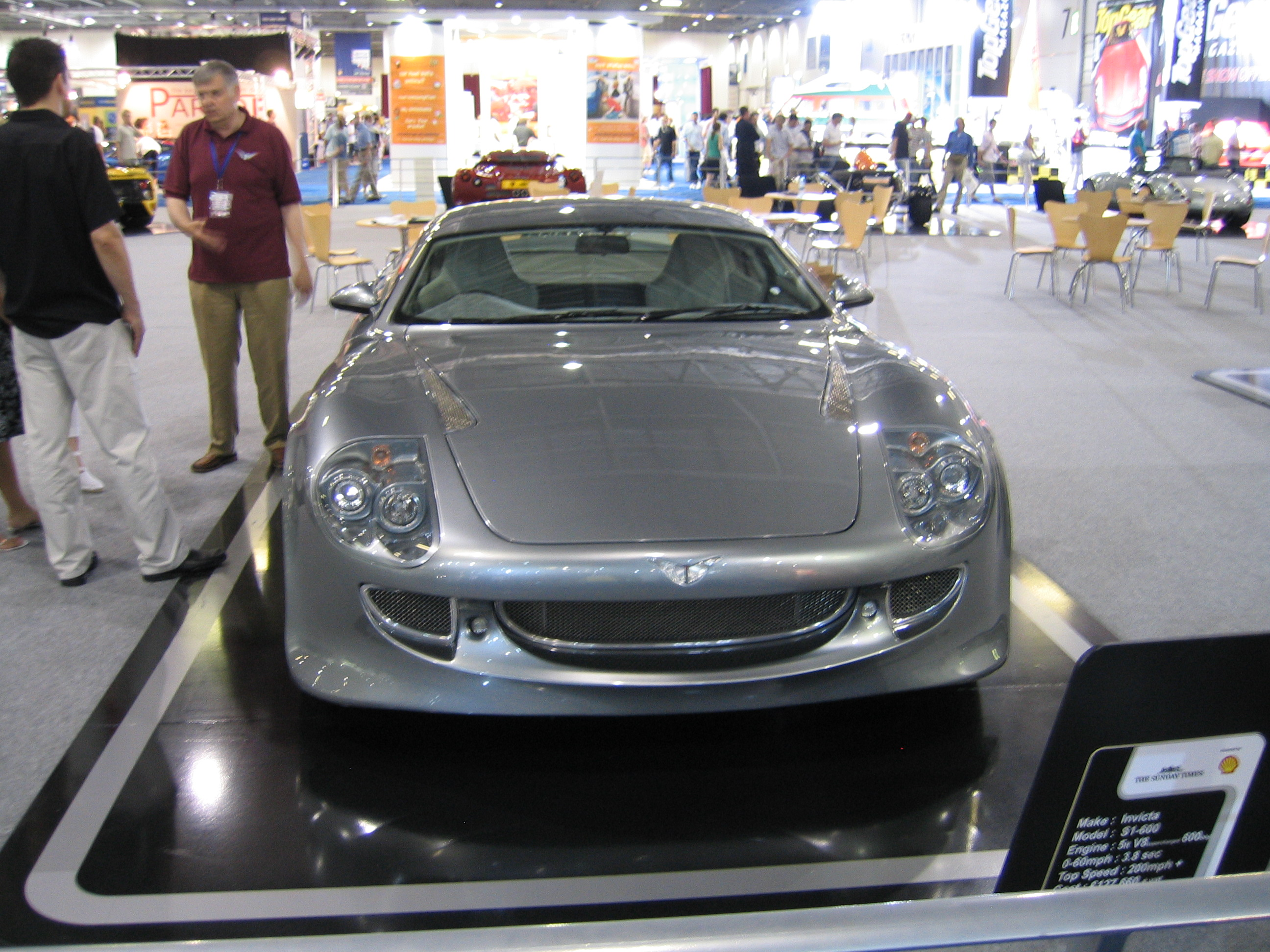
Front

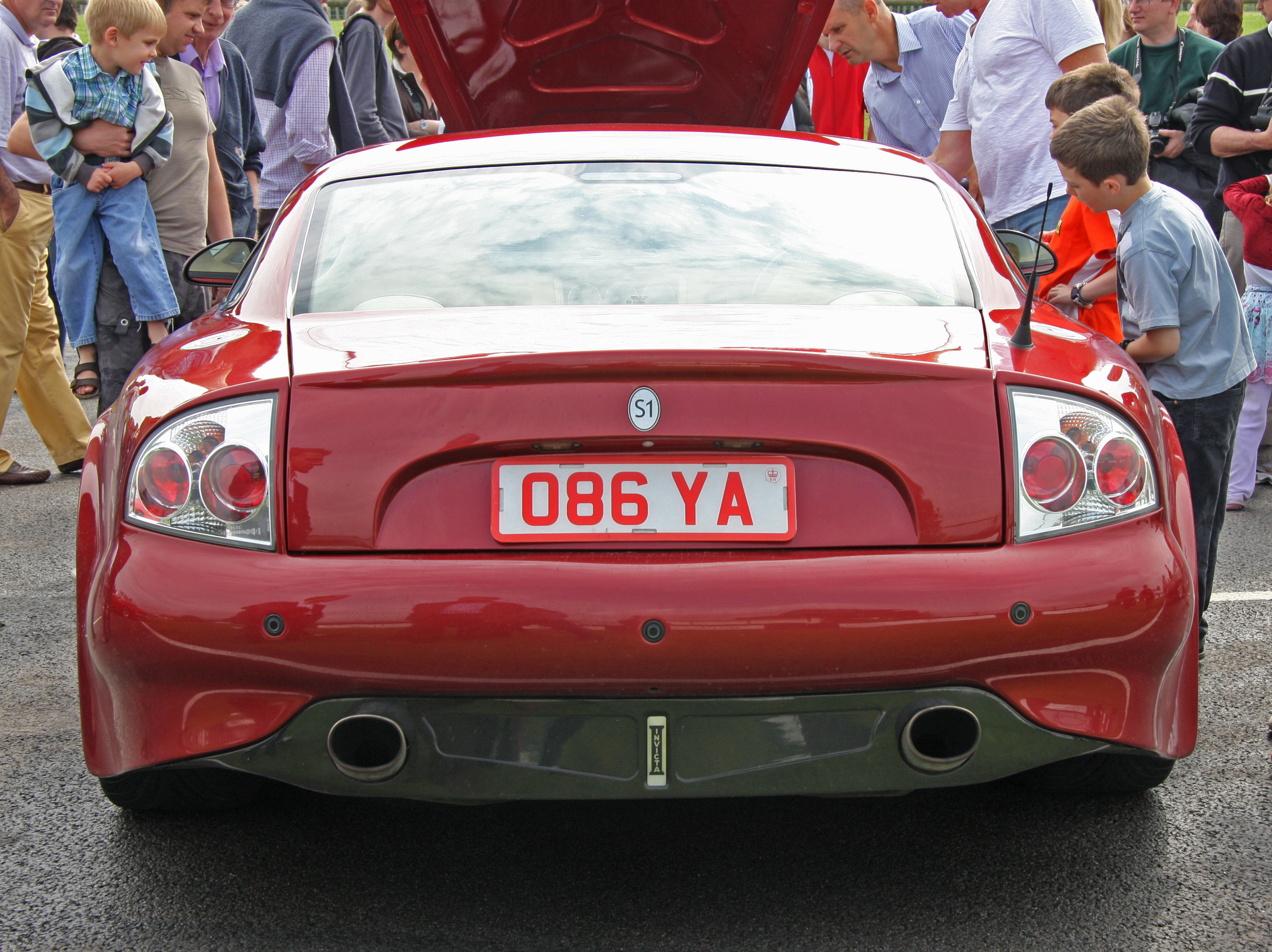
Heck

Westpoint Car Company Limited, zuvor Quayshelfco 820 Limited, IST (Chippenham) Limited und The Invicta Car Company Limited, ist ein britisches Unternehmen im Bereich Automobile und ehemaliger Automobilhersteller.

## Unternehmensgeschichte
Das Unternehmen Quayshelfco 820 Limited wurde am 23. Januar 2001 in Bristol gegründet. Am 17. April 2001 erfolgte die Umbenennung in ITS (Chippenham) Limited. Seit diesem Tag ist Michael John George Bristow Direktor. Am 15. November 2002 wurde das Unternehmen in The Invicta Car Company Limited umbenannt. Er begann 2004 mit der Produktion von Automobilen. Der Markenname lautete Invicta. Am 5. April 2012 erfolgte die letzte Umbenennung in Westpoint Car Company Limited.
2012 endete die Produktion. Am 2. Juli 2012 wurde der Antrag auf Liquidation gestellt. Am 8. August 2013 wurde der Firmensitz nach Westbury in Wiltshire verlegt.

## Fahrzeuge
Das einzige Modell war der Invicta S 1. Dies war ein Sportwagen in Coupé-Form. Der V8-Motor mit anfänglich 4600 cm³ Hubraum und 320 PS Leistung kam von Ford. Später stand auch ein größerer Motor mit 5000 cm³ Hubraum im Angebot. Er war vorne im Fahrzeug montiert und trieb die Hinterachse an.